# ザフェロー
ザフェロー (The Fellow) はフランスのオートルクピュルサン (AQPS) の競走馬である。フランス、そしてイギリスの障害競走で活躍した。父はセルフランセの障害馬イタリック、全弟にフランスのラエ・ジュスラン賞を7連覇したアルカポネIIがいる。
ザフェローは1990年秋にラエ・ジュスラン賞を優勝したあとにイギリスに積極的に遠征し、キングジョージ6世チェイスでは初出走の1990年こそ4勝目を狙ったデザートオーキッドの前に3着に敗れたが、翌1991年、1992年は連覇を達成した。また、チェルトナムゴールドカップにも1991年より5年連続で出走し、4年目の1994年に優勝し、ほかにも2着2回の成績を残した。1994年はグランドナショナルにも出走し11ストーン4ポンド（71.7キログラム）のハンデで単勝10倍の3番人気となったが、2周目のキャナルターンで激しく転倒して競走を中止した。
なお、フランスの競走にも継続的に出走し、1991年にパリ大障害で優勝したが、その後は大レースで優勝することはできなかった。1995年のパリ大障害で競走中止に終わり、これを最後に引退した。
2008年に23歳で死亡した。

## おもな成績
- ラエ・ジュスラン賞（1990年）
- パリ大障害（1991年）
- キングジョージ6世チェイス（1991年、1992年）
- チェルトナムゴールドカップ（1994年）、2着（1991年、1992年）

## 血統表
| ザフェローの血統 | ザフェローの血統 | ザフェローの血統 | （血統表の出典） | （血統表の出典） |
| 父系             | ファラリス系     | ファラリス系     | ファラリス系     |                  |
| 父 Italic (SF)   | 父の父Carnaval   | Fast Fox         | Fastnet          | Fastnet          |
| 父 Italic (SF)   | 父の父Carnaval   | Fast Fox         | Foxcraft         |                  |
| 父 Italic (SF)   | 父の父Carnaval   | Cambre           | Sicambre         | Sicambre         |
| 父 Italic (SF)   | 父の父Carnaval   | Cambre           | Copyright        |                  |
| 父 Italic (SF)   | 父の母Bagheira   | Pegomas          | Cernobbio        | Cernobbio        |
| 父 Italic (SF)   | 父の母Bagheira   | Pegomas          | Atlanta          |                  |
| 父 Italic (SF)   | 父の母Bagheira   | Anabella         | Aeton            | Aeton            |
| 父 Italic (SF)   | 父の母Bagheira   | Anabella         | Mistinguette     |                  |
| 母 L'Oranaise    | 母の父Paris Jour | Herbager         | Vandale          | Vandale          |
| 母 L'Oranaise    | 母の父Paris Jour | Herbager         | Flagette         |                  |
| 母 L'Oranaise    | 母の父Paris Jour | La Petite Hutte  | Bois Roussel     | Bois Roussel     |
| 母 L'Oranaise    | 母の父Paris Jour | La Petite Hutte  | Bicoque          |                  |
| 母 L'Oranaise    | 母の母S'Agaro    | Relyonme         | On Trust         | On Trust         |
| 母 L'Oranaise    | 母の母S'Agaro    | Relyonme         | Vixenette        |                  |
| 母 L'Oranaise    | 母の母S'Agaro    | Encore Une       | Orcada           | Orcada           |
| 母 L'Oranaise    | 母の母S'Agaro    | Encore Une       | La Sirène        |                  |
| 母系(F-No.)      | Diana(FN:12-b)   | Diana(FN:12-b)   | Diana(FN:12-b)   |                  |